# 查尔斯·利特尔约翰
查尔斯·利特尔约翰（英語：Charles Littlejohn，1889年1月4日—1960年8月4日），英国男子赛艇运动员。他曾代表英国参加1912年夏季奥林匹克运动会赛艇比赛，获得男子八人单桨有舵手银牌。